# کوتائیسی
کوتائیسی (به گرجی: ქუთაისი) مرکز ایالت ایمرتی است و در قسمت شرقی جلگهٔ کولخیس واقع شده‌است. این شهر به سبب اهمیت اقتصادی و جمعیت دومین شهر بزرگ گرجستان است. جمعیت آن در سال ۲۰۰۲ به حدود ۲۱۵۷۰۰ نفر برآورد شده‌است.

## تاریخ
کاوش‌های باستان‌شناسی در قلمرو کوتائیسی نشان می‌دهد که سکونت انسان‌ها در این منطقه به دورهٔ پارینه سنگی و عصر مفرغ می‌رسد. تاریخ مستند شهر «کوتاتیسیوم» از قرن سوم پیش از میلاد مسیح آغاز می‌شود. نویسندگان کلاسیک آن را پایتخت پادشاهی کولخیس می‌نامند.
طی قرن‌های متمادی کوتائیسی یک مرکز پر رونق بازرگانی بود، اهمیت آن به سبب وجود راه‌های کاروان رو و رود ریونی افزایش می‌یافت، کالاهای بازرگانی از این شهر، سواحل دریای سیاه و شهر پوتی و از آنجا به نقاط دوردستی چون سواحل یونان فرستاده می‌شد.
از اواسط قرن هشتم تا نوزدهم، کوتائیسی ابتدا پایتخت گرجستان غربی و سپس پادشاهی ایمرتی بود.
هر چند استحکامات و تدابیر سیاستمداران ایمرتی نتوانست شهر را از تجاوز دشمن و انهدام نجات دهد. در پایان قرن یازدهم، سلجوقیان آن را به آتش کشیدند و در قرن ۱۳ و ۱۴، سپاهیان چنگیز خان و تیمور لنگ شهر را ویران کردند. در دورهٔ حکومت شوروی، کوتائیسی در زمینه‌های اقتصادی و فرهنگی توسعهٔ فراوان یافت، کارخانهٔ اتومبیل‌سازی، کارخانهٔ تولید محصولات الکترونیکی و پمپ‌های برقی گریز از مرکز و لوکوموتیوها ی برقی، محصولات خود را به خارج از کشور نیز صادر می‌کردند.

## صنعت
یکی از بزرگ‌ترین کارخانه‌های صنعتی این شهر، کارخانهٔ تولید تراکتورهای کوچک است که برای شخم زدن باغ‌ها و تاکستان‌ها به کار برده می‌شود و توانایی کار در دامنه‌های شیبدار را داراست. کارخانه‌های تولید روغن جلا و رنگ مواد اصلی تولید رنگ‌های با دوام، کات کبود، باریت و چند محصول دیگر را تولید می‌کنند. کارخانهٔ تولید ظروف شیشه‌ای، کارخانهٔ تولید پارچه و ابریشم، پوشاک و منسوجات و کارخانهٔ تولید کنسرو و میوه و سبزی کوتائیسی از نظر تولید محصول، اهمیت منطقه‌ای دارد. در حومه شهر سنگ‌های تراورتن برای بنای ساختمان‌ها استخراج می‌شود.

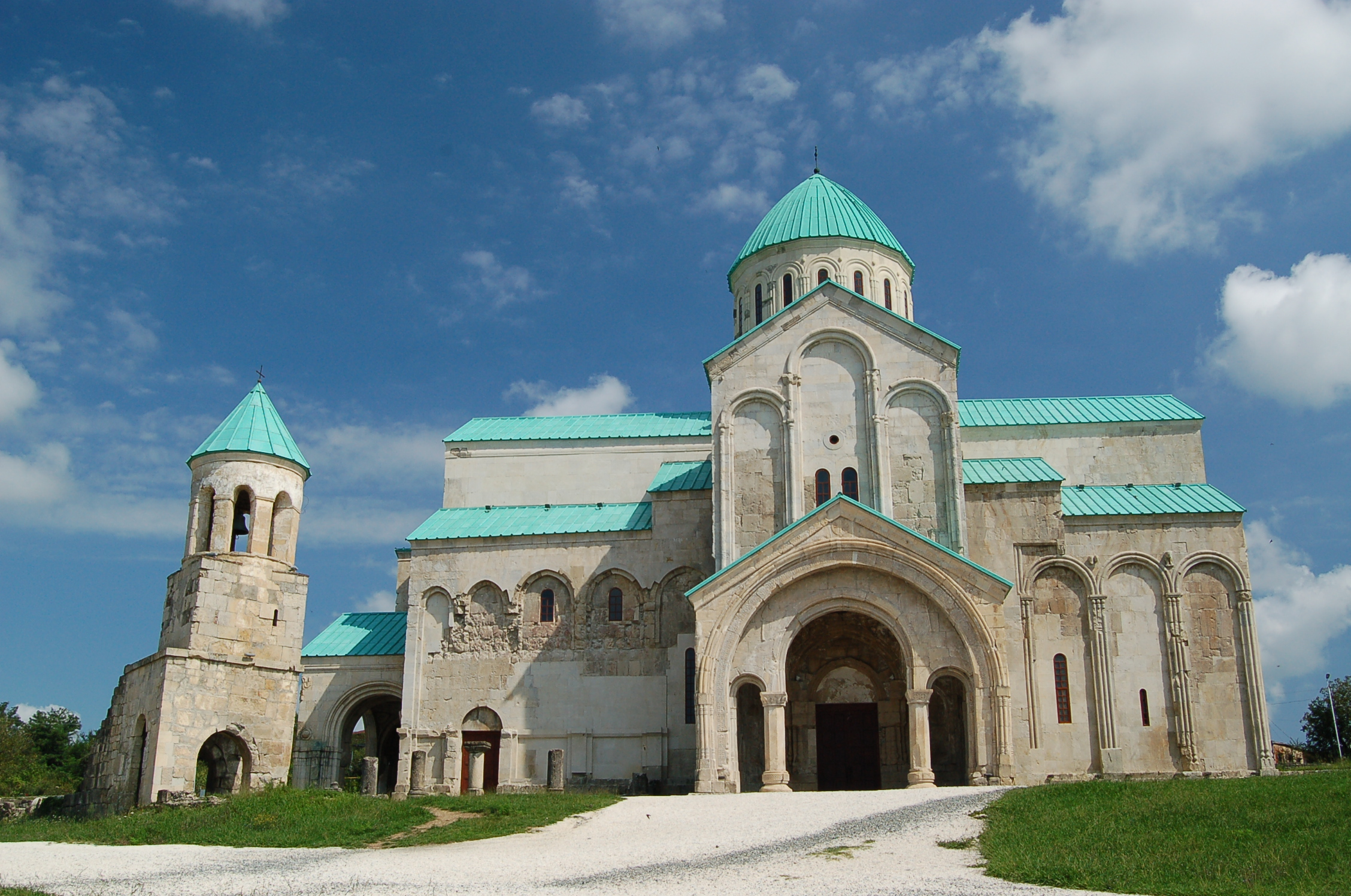
کلیسای جامع باگراتی

## شهرهای خواهرخوانده
- رشت - ایران
- کلمبیا - ایالات متحده آمریکا
- گنجه - جمهوری آذربایجان
- سوانزی - ولز
- بیتوریا - اسپانیا
- نیکایا - یونان
- پوزنان - لهستان
- پلوودیو - بلغارستان
- اشکلون - اسرائیل
- صامسون - ترکیه
- قارص - ترکیه
- گیومری -ارمنستان
- تیانجین - جمهوری خلق چین
- شین هوآ - جمهوری خلق چین
- لیون - فرانسه
- بایون - فرانسه
- دونتسک - اوکراین
- خارکوف - اوکراین
- دنیپروپتروفسک - اوکراین
- لویو - اوکراین